# Eois heza
Eois heza är en fjärilsart som beskrevs av Paul Dognin 1899. Eois heza ingår i släktet Eois och familjen mätare. Inga underarter finns listade i Catalogue of Life.